# Muniz Ferreira
Muniz Ferreira là một đô thị thuộc bang Bahia, Brasil. Đô thị này có diện tích 113,706 km², dân số năm 2007 là 6985 người, mật độ 61,43 người/km².